# Человек, который нарисовал Бога
«Человек, который нарисовал Бога» (итал. L'uomo che disegnò Dio) — итальянский драматический фильм 2022 года режиссёра Франко Неро.
Итальянская премьера состоялась в рамках Туринского кинофестиваля 5 декабря 2022 года.
Это первая роль Кевина Спейси после того, как в 2017 году против него появились обвинения в сексуальных домогательствах.

## Сюжет
Основан на реальных событиях истории незрячего живописца, который мог рисовать портреты людей, слыша их голос, в Италии 1970-х годов.
Эмануэле — слепой художник, который преподаёт графический рисунок углём в вечерней школе и обладает необычайной способностью создавать портреты людей, просто слушая их голос. Его жизнь переворачивается с ног на голову, когда видео, в котором он применяет этот дар на практике, становится настолько вирусным, что заставляет его участвовать в телешоу, которое пытается использовать его популярность в чуждых самому старику целях.

## В ролях
- Франко Неро — Эмануэле[6]
- Кевин Спейси — полицейский детектив
- Фэй Данауэй — Таша
- Роберт Дави — адвокат Фаучи
- Стефания Рокка — Пола
- Массимо Раньери — Беттлер
- Алессия Альчиати — Алессия
- Диана Дель’Эрба — Фиамма
- Кэтлин Хаген — Лина Форзози
- Симона Наси — Дезире
- Эмануэла Петрони — Шеннон Лир
- Изабель Кьяммальичелла — Яя
- София Нистратова — Матильда
- Вехазит Ефрем Абрахам — Мария